# الملاحة (ليبيا)
الملاّحة (بتشديد اللام) هي قرية في شرق ليبيا يقع مفترق الطرق المؤدي إليها ما بين البردي، وقصر الجدي وتقع إلى الشرق من رأس عزاز.
ترتبط مع الطريق الساحلي الليبي بطريق معبد طوله حوالي 16 كم، كما تبعد عن الشاطئ حوالي كيلومترين.